# Campionat del món d'escacs de 2010
El Campionat del món d'escacs de 2010 fou la 47a edició del Campionat del món d'escacs organitzada per la FIDE a Sofia, Bulgària, i disputada entre l'actual Campió del món Viswanathan Anand i l'excampió Vesselín Topàlov. El matx es disputà entre el 24 d'abril i el 13 de maig de 2010, amb una bossa de premis de dos milions d'euros.
El títol es disputà en un matx a dotze partides, en el mateix format i mida que els dels campionats de 2006 i 2008. El control de temps fou de 120 minuts pels 40 primers moviments, 60 minuts pels següents 20 i 15 minuts per la resta de la partida, amb un increment de trenta segons per jugada a partir del moviment 61.
Anand, que havia reservat un vol de Frankfurt a Sofia el 16 d'abril, va haver finalment de desplaçar-se en cotxe, en un viatge de 40 hores, a causa de les emissions de cendra del volcà Eyjafjallajökull. Tot i que Anand havia demanat tres dies d'ajornament, el comitè organitzador només en va permetre un.

## Resultats
| Partida    | Data       | Topalov             | Anand               |                     |
| ---------- | ---------- | ------------------- | ------------------- | ------------------- |
| 1          | 24 d'abril | 1                   | 0                   |                     |
| 2          | 25 d'abril | 0                   | 1                   |                     |
| 3          | 27 d'abril | ½                   | ½                   |                     |
| 4          | 28 d'abril | 0                   | 1                   |                     |
| 5          | 30 d'abril | ½                   | ½                   |                     |
| 6          | 1 de maig  | ½                   | ½                   |                     |
| 7          | 3 de maig  | ½                   | ½                   |                     |
| 8          | 4 de maig  | 1                   | 0                   |                     |
| 9          | 6 de maig  | ½                   | ½                   |                     |
| 10         | 7 de maig  | ½                   | ½                   |                     |
| 11         | 9 de maig  | ½                   | ½                   |                     |
| 12         | 11 de maig | 0                   | 1                   |                     |
| Tie Breaks | 13 de maig | No foren necessaris | No foren necessaris | No foren necessaris |